# Olszanka Mała (rejon złoczowski)
Olszanka Mała (ukr. Мала Вільшанка) – wieś w obwodzie lwowskim, w rejonie złoczowskim na Ukrainie.

## Położenie
Na podstawie Słownika geograficznego Królestwa Polskiego i innych krajów słowiańskich Olszanka Mała to wieś w powiecie złoczowskim, położona 25 km na północny-zachód od sądu powiatowego Złoczowie, 5 km na południe od urzędu pocztowego i stacji kolejowej w Krasnym.